# Fußball-Amateurliga Bremen 1949/50
Die Fußball-Amateurliga Bremen 1949/50 war die erste Spielzeit der höchsten Amateurklasse im Gebiet des Bremer Fußball-Verbandes nach der Entflechtung aus dem gemeinsamen Spielbetrieb mit Niedersachsen. Von den vierzehn Gründungsmitgliedern der neuen Liga hatten acht in der Vorsaison in der Staffel Bremen der Landesliga Niedersachsen und sechs unterklassig gespielt. Meister 1950 wurde der Blumenthaler SV, der allerdings in der anschließenden Aufstiegsrunde zur Oberliga Nord keinen Erfolg hatte. TuRa Bremen, der VfB Komet Bremen und Eintracht Bremen stiegen ab.

## Abschlusstabelle
| Pl. | Verein                 | Sp. | Tore    | Punkte |
| --- | ---------------------- | --- | ------- | ------ |
| 01. | Blumenthaler SV        | 26  | 101:320 | 46:60  |
| 02. | Bremen 1860 (N)        | 26  | 99:34   | 43:90  |
| 03. | TSV Wulsdorf (N)       | 26  | 77:30   | 39:13  |
| 04. | SV Grohn               | 26  | 43:28   | 34:18  |
| 05. | SV Hemelingen          | 26  | 55:48   | 33:19  |
| 06. | SG Aumund-Vegesack (N) | 26  | 43:51   | 30:22  |
| 07. | SV Woltmershausen (N)  | 26  | 65:66   | 26:26  |
| 08. | TSV Gnarrenburg (N) 1  | 26  | 48:60   | 23:29  |
| 09. | Geestemünder SC        | 26  | 48:51   | 21:31  |
| 10. | Hastedter TSV          | 26  | 50:58   | 20:32  |
| 11. | ATS Bremerhaven        | 26  | 32:55   | 16:36  |
| 12. | TuRa Bremen            | 26  | 27:45   | 15:37  |
| 13. | VfB Komet Bremen       | 26  | 33:83   | 12:40  |
| 14. | Eintracht Bremen (N)   | 26  | 19:99   | 06:46  |